# フェットゥチーネ

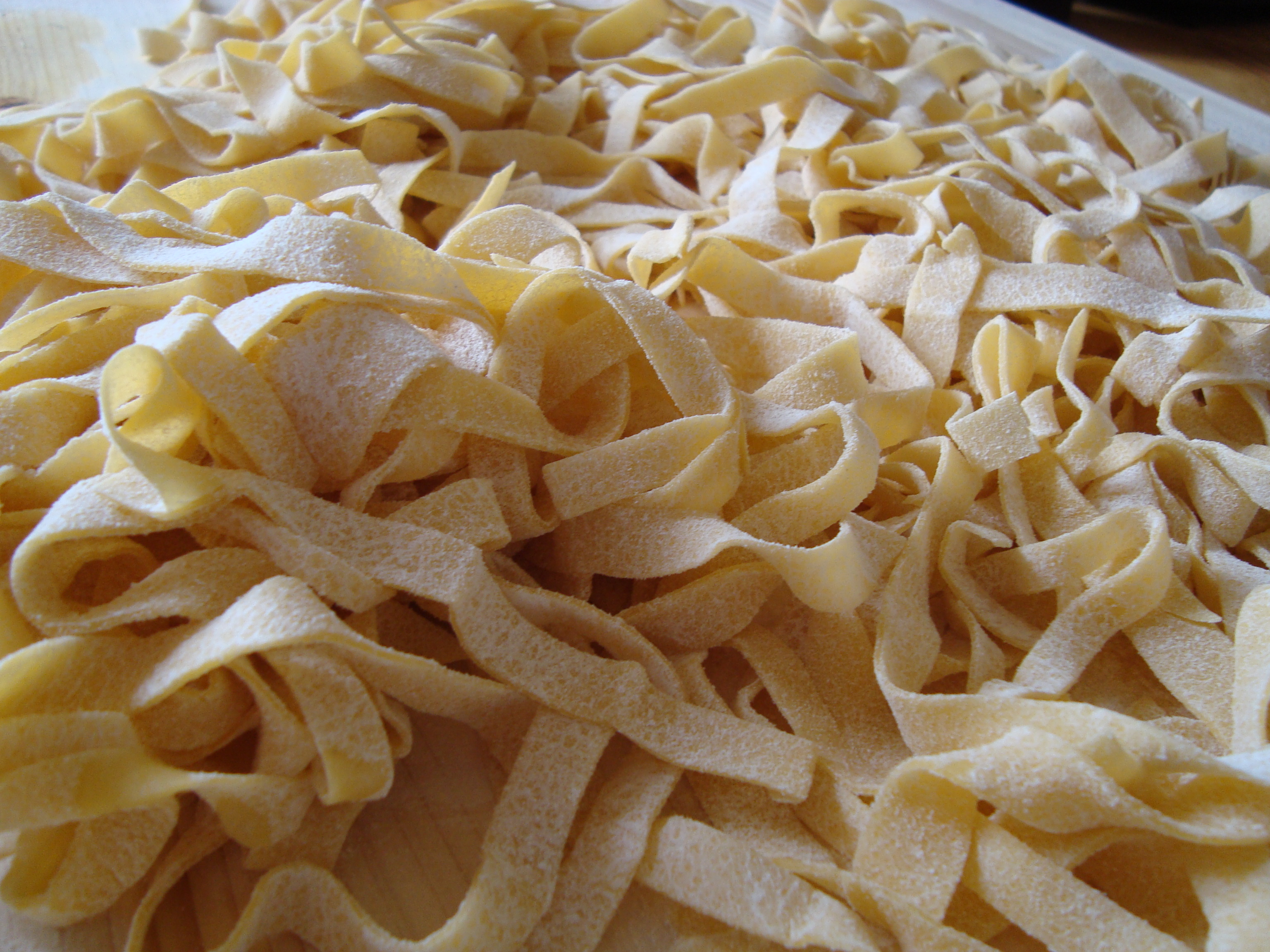
生のフェットゥチーネ

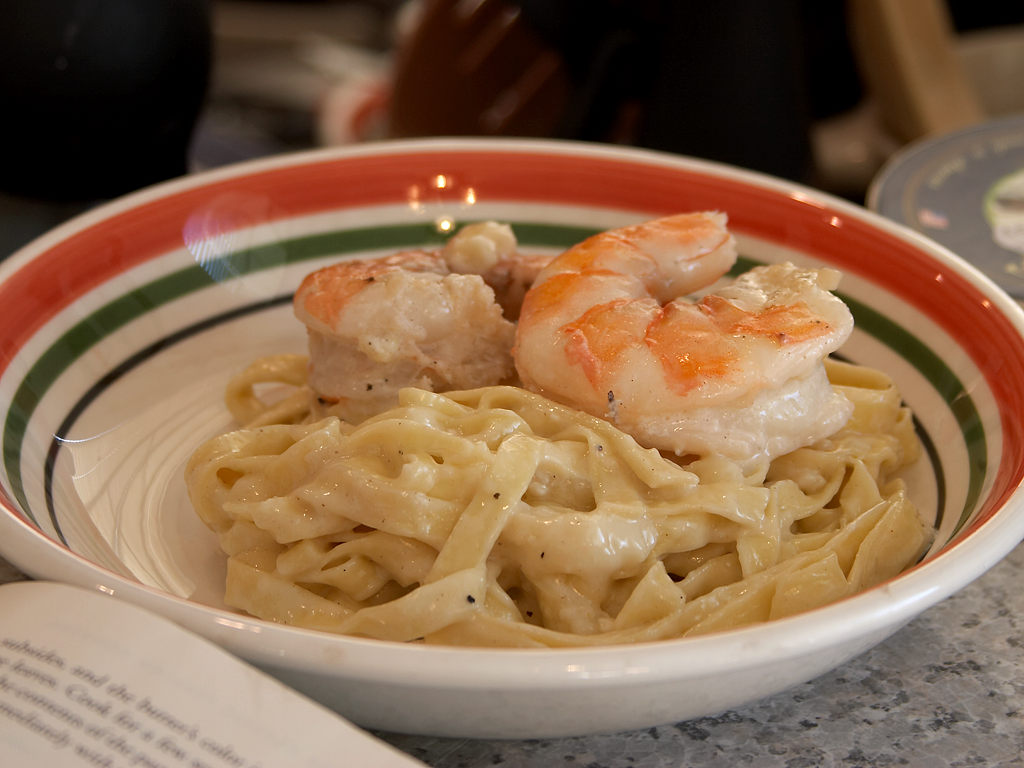
フェットゥチーネ・アルフレード

フェットゥチーネ（伊: fettuccine）は、パスタの一種。イタリア語で「小さなリボン」という意味がある。日本ではフェットチーネ、フィットチーネという表記も見られる。

## 概要
トスカーナ料理とローマ料理で人気のあるパスタの一種。卵と小麦粉から作られる平打ち麺で、通常は小麦粉100gごとに1個の卵で作られる。同じ平打ち麺のタリアテッレとよく似ているが、タリアテッレは幅5mm程度となり、フェットゥチーネは幅7.5mm前後のためやや幅広い。伝統的には新鮮な生パスタで使用されるが、半生や乾燥したものを店頭でも購入できる。
フェットゥチーネは牛肉のラグー（伊: sugo d'umido）や鶏肉のラグー（伊: ragu di pollo）とともに食べられる。ローマで生まれ20世紀半ばに進化したフェットゥチーネ・アルフレード（フェットゥチーネ、チーズ、バターを使用して作るパスタ）が米国で絶大な人気を博し、イタリア系アメリカ料理の基礎となった。スペインでは、小麦粉と卵にホウレンソウを加えてフェットゥチーネを作る。

## 関連文献
- Boni, Ada (1983) [1930] (Italian). La Cucina Romana. Roma: Newton Compton Editori
- Carnacina, Luigi; Buonassisi, Vincenzo (1975) (Italian). Roma in Cucina. Milano: Giunti Martello